# Подсечно-огневое земледелие
Подсе́чно-огнево́е земледе́лие — одна из древних систем земледелия лесной зоны, основанная на выжигании леса и посадке на этом месте культурных растений. Традиционно считается примитивным, исходным состоянием земледелия, хотя эта точка зрения и оспаривается. В начале XXI века используется главным образом в Юго-Восточной Азии.
Место вырубки и выжига леса при подсечно-огневом земледелии на Руси называлось лядом. В случае выжигания не леса, а трав (в степных районах) используется также более общий термин переложное земледелие, по названию перелога — земли, не обрабатываемой в течение длительного времени с целью восстановления урожайности. При длительном сроке перелога такой способ земледелия характеризуется довольно высокой урожайностью единицы обрабатываемой территории. Однако из-за того, что при этом в каждый данный момент бо́льшая часть территории оказывается под перелогом, общая производительность земли для этого типа земледелия крайне низка.

## Технология
В лесу рубили деревья или подсекали их, подрезали кору, чтобы они высохли. Через год лес сжигали и производили посев прямо в золу, являющуюся хорошим удобрением. Для лесной полосы восточной Европы был свойственен следующий природно-хозяйственный цикл: от 1—3 до 5—7 лет на расчищенном участке производились посевы, потом использовали его как сенокос или пастбище (необязательная фаза, до 10—12 лет), а после прекращения хозяйственной деятельности через 40—60 лет восстанавливался лес. Сжигание высушенных на корню деревьев без срубания (а только сдирания коры до камбия) увеличивало описанный цикл на 10—15 лет. Поле после пожога давало хороший урожай первый год без обработки земли; потом требовалось рыхление участка ручными орудиями. В зоне вторичных лесов выжигали кустарник и даже болото, дёрн. Такая форма земледелия требовала менять время от времени место поселения.

## Применение
Подсечно-огневое земледелие было распространено в зоне широколиственных лесов как Европы, так и Азии с эпохи неолита; в горных и северных таёжных лесах умеренного пояса оно сохранялось у некоторых славянских и германских народов до середины XIX века. В Южной Европе оно изжило себя уже в начале XIX века, однако в таких районах, как Арденнские горы или на острове Корсика, просуществовало до середины XIX века. Сохранялось оно до середины XIX века и в широкой зоне лесов Северной Америки не только у коренного населения Америки, но и у части европейских переселенцев.

Разновидности подсечно-огневого земледелия с тропическими культурами и теперь широко распространены в Центральной Африке (система «читамене» у народов банту), Юго-Восточной Азии («ладанг берпиндах» — у малайцев и др.), Океании (у папуасов Новой Гвинеи и др.), у индейцев Южной и Центральной Америки («мильпа»). 
Например, в Африке мужчины обрубают с деревьев ножами ветви, а женщины укладывают их (вместе с сухой травой и кустарником) толстым слоем на поле. После сжигания перед началом дождей делают посадки, окружив участок массивной изгородью. Преобладают смешанные посевы зерновых (просо), бобовых и корнеплодов. Просо на второй год сменяет арахис, на третий год преобладают бобовые. В горных тропических лесах у папуасов Новой Гвинеи рубка леса и очистка участка производилась каменными топорами и деревянными ручными веслообразными орудиями. Посевы ограждаются изгородями от диких свиней. Посевы культурных растений, как правило, смешанные.
На обширной высокогорной территории юго-восточной Азии многие народы столетиями, вплоть до XX века, использовали подсечно-огневое земледелие как один из инструментов бегства от государства, так как, в сравнении с поливным рисоводством, оно требует меньше затрат труда, предполагает большую мобильность и более защищено от изъятия урожая целиком. Антрополог Джеймс Скотт в своей книге «Искусство быть неподвластным» указывает, что традиционно подсечно-огневое земледелие считается неэффективным, однако считает такой вывод необоснованным: поливное рисоводство намного продуктивнее в расчете на единицу земли, чем подсечно-огневое земледелие, но менее продуктивно в расчете на единицу труда. По мнению Скотта, какой из двух видов сельскохозяйственной деятельности окажется более эффективен, зависит, в первую очередь, от того, недостаток какого именно фактора производства — земли или труда — наблюдается в конкретной местности.

## Отрицательные последствия
В последние 40—50 лет, из-за роста населения мира, особенно в развивающихся странах, и нехватки сельхозугодий для поддержания потребностей растущего населения, сведённый под посевы тропический лес чаще всего больше не восстанавливается. Поддержание урожайности сельхозкультур на расчищенном участке достигается либо за счёт применения доступных в данной местности удобрений, либо участок в дальнейшем используется под пастбище, что в итоге приводит к опустыниванию. По оценкам эколога Нормана Майерса, подсечно-огневое земледелие является основной причиной обезлесения в тропических регионах (54 % потерь лесов).

## В искусстве
Сунский поэт Фань Чэнда в стихотворении «Похвала выжиганью полей» (кит. упр. 劳畲耕) пишет, что крестьяне в районе Трёх ущелий перед дождём выжигают поля, тогда после полива дождём посевов в пепле родятся пшеница и бобы высокого качества.
Подсечно-огневой способ земледелия конца XIX века изображён на картинах художников Иллариона Прянишникова «Приготовление нивы для посева льна в Вологодской губернии» (1887—1890) и Эрика Ярнефельта «Пожог (Спину гнущие для денег)» (1893).